# Isaccea
Isaccea (în turcă İshakçı) este un oraș în județul Tulcea, Dobrogea, România, format din localitățile componente Isaccea (reședința), Revărsarea și Tichilești. Conform recensământului din 2011, populația localității era de 5.026 persoane.

## Geografie
Orașul are în administrare 9671 ha, din care 369 ha în zonă intravilană. Traversat de șoseaua Tulcea - Brăila, orașul este situat la 35 km nord-vest de Tulcea. Din punct de vedere administrativ, orașul cuprinde și satele Revărsarea și Tichilești.

### Relief

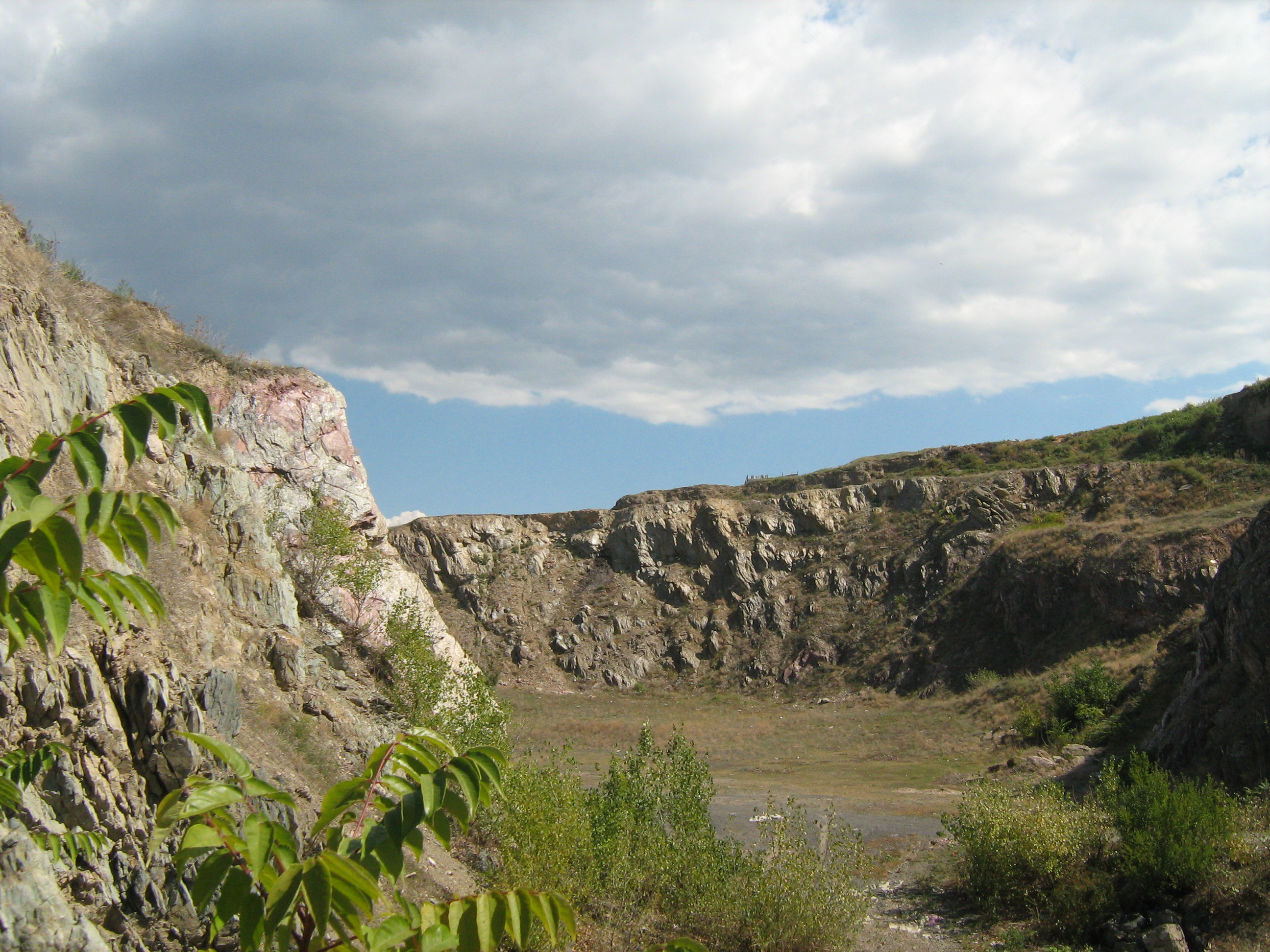
Relieful muntos, în zona fostei cariere de piatră

Relieful este alcătuit din formațiuni prealpine (șisturi cristaline, depozite sedimentare, magnetice, diabaze și porfire) alpine unde se conservă și amprente ale mișcărilor mai vechi (hercinice și acaledonice).
Localitatea este așezată într-o zonă unde se întâlnesc Podișul Niculițelului cu Depresiunea Saon (Isaccea-Niculițel) și Lunca Dunării.
Trăsăturile proprii reliefului colinar se regăsesc mai mult în partea de sud sud-vest, unde apar frecvent înălțimi ce depășesc 200 m. Nivelul de luncă, principala treaptă genetică a reliefului fluvial, își modifică aspectul mai ales la viituri, ducând la formarea ostroavelor în albia minoră a Dunării.
În fața portului a apărut, la începutul anilor 1980, o limbă de nisip, care, cu o uluitoare rapiditate, s-a transformat într-o adevărată insulă, năpădită întâi de ierburi, dar care astăzi

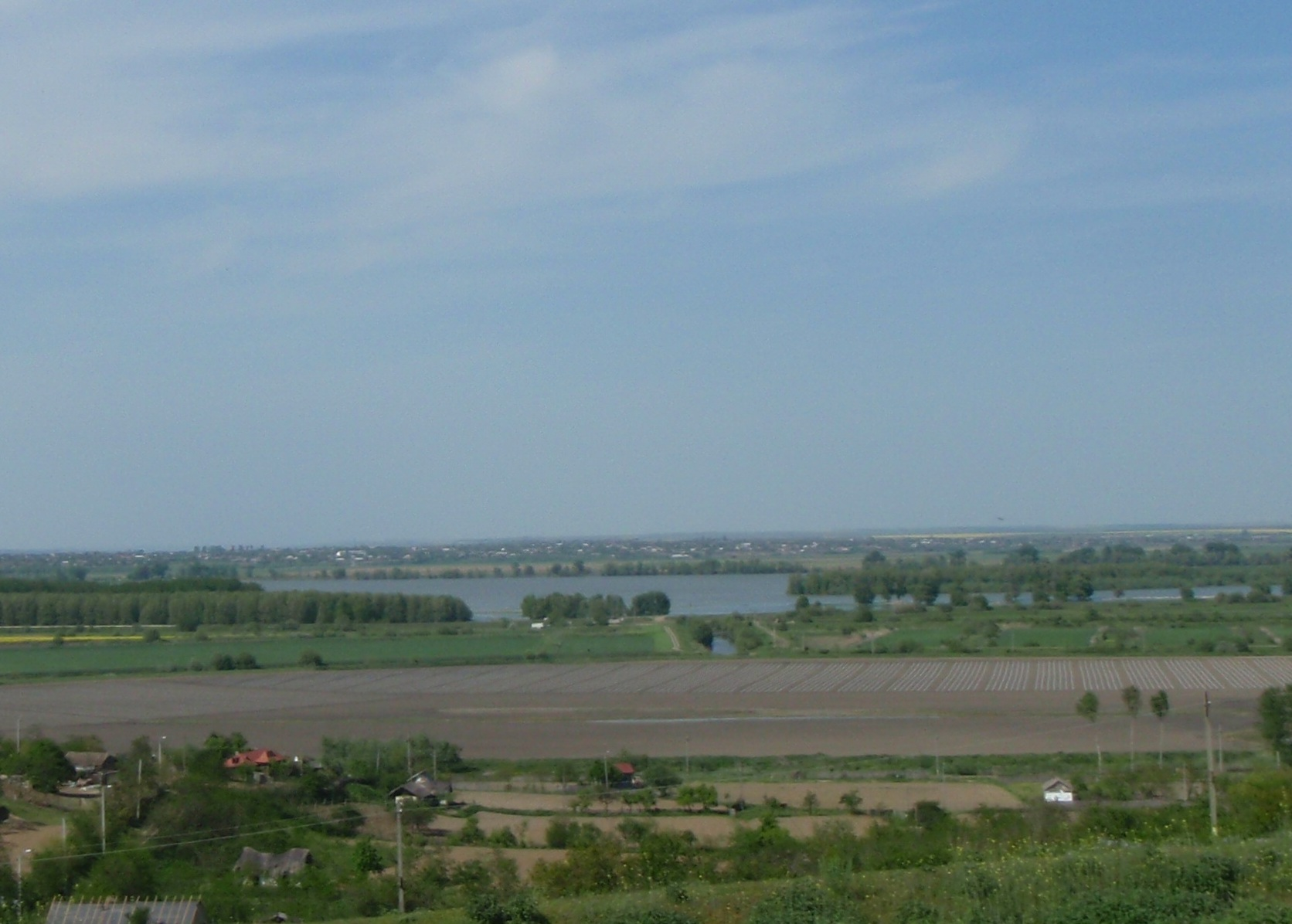
Dunărea la Isaccea

găzduiește o adevărată pădure.

### Climă
Clima este temperat-continentală. Iernile sunt lungi și geroase. Crivățul, venit din zona nord-estică a Rusiei către sud-vest, produce viscol și temperaturi foarte scăzute. Verile sunt uscate și călduroase.

### Floră
Flora de pădure cuprinde: tei, stejar, frasin, ulm, salcâm, carpen, alun, corn dar și rășinoase - brad, molid și plante ierboase - scumpia, bujorul simplu, lăcrămioara, ghiocelul, brebenelul, dedițelul, ceapa-ciorii, leurda, salimandru ș.a.
Flora de baltă cuprinde: plopul, salcia pletoasă, salcâmul alb și cel ornamental, răchita, tuia, papura, stuful, pipirigul, nufărul, nuca de baltă, izma.

### Faună
Fauna de pădure cuprinde: căprioara, mistrețul, iepurele, dihorul, nevăstuica, bursucul, lupul de pădure, vulpea, broasca țestoasă de câmp, bizamul, șacalul, privighetoarea, fazanul, potârnichea, prepelița, coțofana, mierla, pupăza, ciocârlanul, cinteza, pițigoiul, prigoria, corbul, șoimul, buha, acvila de câmp, vulturul șerpar.
Fauna de baltă cuprinde: lupul de stuf, vidra, nurca, câinele enot, broasca țestoasă de apă, pescărușul, cormoranul, țigănușul, lopătarul, stârcul, egreta, rața, gâsca, corcodelul, gârlița, sitarul, lișița, cocorul ș.a.
În fluviul Dunărea și bălțile lăturalnice trăiesc diverse specii de pești: statornici (somn, mreană, șalău, biban, lin, țipar, crap, roșioară, babușcă, avat, ghibor, bibanul soare, guvidil, săbiuța, știuca) sau călători (scrumbia, rizeafca, nisetrul, morunul, păstruga și cega).

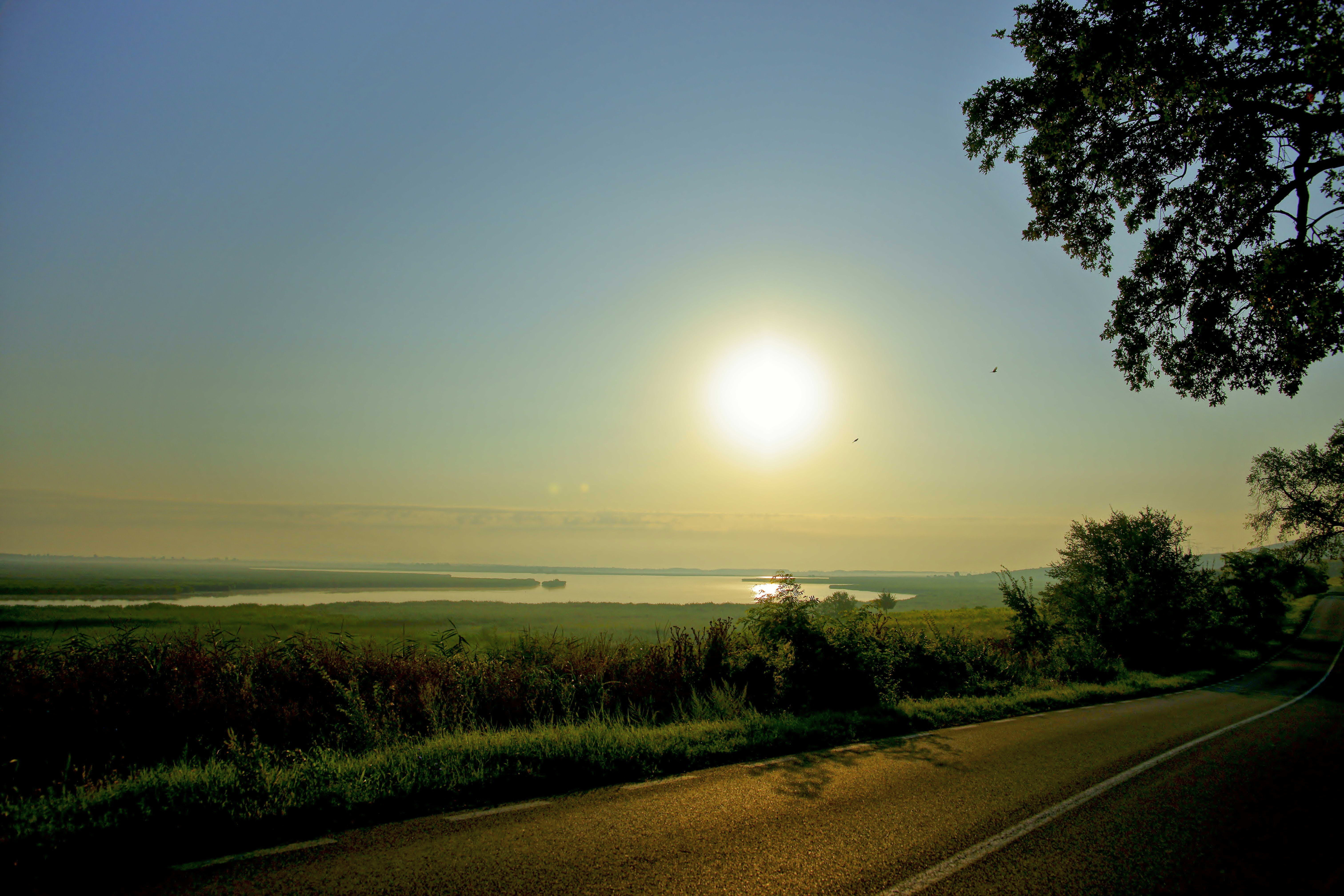
Rasarit Revarsarea

## Istorie
Locuit din antichitate, orașul se numea "Noviodunum", un nume de proveniență celtică ("dunum" înseamnă în limba celtică "așezare fortificată"), de asemenea existând și o așezare dacică numită Genucla în vecinătate. În 514 î.Hr., Darius cel Mare a purtat în această zonă o bătălie decisivă împotriva sciților. Orașul făcea parte de asemenea în calea drumurilor comerciale grecești.
Mai târziu, orașul a fost baza flotei romane a Dunării de Jos numită "Clasis Flavia Moesica". În 369, a fost încheiat, în dreptul acestei cetăți, pe un vas aflat pe Dunăre, un tratat de pace între Imperiul Roman și vizigoții conduși de Athanaric, în prezența a însuși împaratului Flavius Valens. În secolele următoare, Noviodunum a rămas o importantă bază navală bizantină pe Dunăre, până în 602, când a fost pierdută în fața avarilor. A revenit sub controlul Imperiului Roman în vremea împăratului Tzimiskes și a rezistat cu unele întreruperi (regatul româno-bulgar) până în prima parte a secolului al XIII-lea, după care a fost ocupat de tătari.
În 1340, a fost ocupat de Hoarda de Aur, a fost sub stăpânirea lui Mircea cel Bătrân, apoi Vlad Țepeș a ajuns aici în 1462 în timpul campanilor sale împotriva Imperiului Otoman, dar în 1484 ajunge teritoriu turcesc, otomanii construind aici un fort pentru a apăra granița de nord.
În apropiere de Isaccea s-a aflat vadul Oblucița, folosit în decursul istoriei pentru traversarea Dunării de către popoare migratoare și, mai târziu, de armate otomane în trecere spre Moldova. 
A fost arsă de câteva ori în secolul XVII, în timpul Războiului Ruso-Turc, fiind ocupat de mai multe ori de fiecare.
După Războiul de Independență al României împotriva Imperiului Otoman, face parte din noul stat românesc.
Nu cunoaștem cuvânt turcesc "cea" care să echivaleze cu "sat".
Nu există documente precum că la 1340 orașul ar fi fost ocupat de Hoarda de Aur, ci se cunoaște faptul că toată zona era sub influența și sub controlul tătarilor din Hoardă cu mult înainte de acest an. În schimb există dovezi clare că la sfârșitul secolului al 13-lea, Isaccea a fost capitala statului tătar noghaid. Hanul Noghay, unul dintre cei mai buni comandanți strategi ai Hoardei de Aur, "făcătorul de hani" cum este cunoscut în istorie, s-a hotărât să-și facă propriul stat. A trecut Dunărea pe la vadul Isaccei, ultimul vad de trecere a Dunării înainte de Tulcea, cu circa 40.000 de războinici. Și-a stabilit capitala la Isaccea și și-a bătut propria monedă, care avea pe o parte o inscripție coranică, în alfabet arab, semn al apartenenței lui Noghay la Islam (Hoarda de Aur adoptase oficial Islamul ca religie de stat pe la 1257, în timpul lui Berke-Han, cel care a mutat capitala Hoardei de la Saray, la Berke-Saray, tot pe Volga inferioară, dar mai în aval față de Saray). Moneda noghaidă atrage atenția prin faptul că pe avers are inscripționat semnul crucii, aceasta datorită dorinței lui Noghay de a strânge relațiile cu Imperiul Bizantin. În acest sens, a făcut alianță cu Constantinopole căsătorindu-și fiul moștenitor al tronului, pe Ceaka, cu o prințesă bizantină, care era o fiică nelegitimă a împăratului Mihail al Vlll-lea Paleologul.
Moneda noghaidă datează de la sfârșitul secolului al Xlll-lea, respectiv a fost bătută între 1296 și 1300, deși se cunoaște faptul că atelierul de monetărie de la Isaccea funcționa încă de pe la 1286, cel puțin, și bătea monede pentru Hoarda de Aur.
Cea mai mare colecție de dirhemi tătari din argint cu sudiviziuni din bronz, se află expusă în sala tezaurului, din cadrul Muzeului de istori și arheologie din Tulcea, situat sus, pe Dealul Monumentului, și cuprinde circa 24.000 de monede. Tezaurul acesta a fost descoperit de niște tractoriști care arau, în 1965, pe colina Uzun Baiyir, de lângă comuna Mihail Kogălniceanu, județul Tulcea.
Denumirea de Isaccea s-ar putea să aibă mai degrabă legătură cu faptul că orașul s-a aflat întotdeauna pe drumul, de importanță comercială, militară, politică, strategică,care lega nord-vestul Europei de Imperiul Bizantin, trecând prin Dobrogea, unde drumul se bifurca în două, Isaccea aflându-se pe partea dreaptă, după cum apreciau bizantinii și mai târziu turcii-otomani, ori, în turcă "sag" cu G moale care nu se citește dar prelungește vocala anterioară (deci se pronunță"sa'a"), înseamnă "dreapta", și "Sa'agi" erau cei din drumul de pe dreapta, care trecea prin Isaccea. Considerăm că din punct de vedere fonetic "Sa'aggi" și "Sa'acci" sunt transformări echivalente. Considerăm că este mai corectă această explicație pentru denumirea orașului Isaccea. De altfel, ideea aceasta a fost susținută de-a lungul timpului de mulți istorici. Vom reveni cu citate în momentul în care le vom avea la dispoziție.
Hanul Noghay a fost ucis în luptă, cu armate ale Hoardei de Aur, în 1299 sau 1300. În locul lui, pe tronul statului noghaid a urcat fiul său Ceaka. Acesta a fost asasinat la foarte scurt timp după urcarea pe tron. 
Statul lui Noghay a controlat un teritoriu imens de la Don și Volga până la Porțile de Fier și în continuare spre Balcani, până pe țărmul Mării Negre și la Gurile Dunării, cuprinzând toate teritoriile din estul și sudul Carpaților, precum și toată Dobrogea împreună, cum am menționat deja, Gurile Dunării.

### Ipoteze etimologice privind toponimul

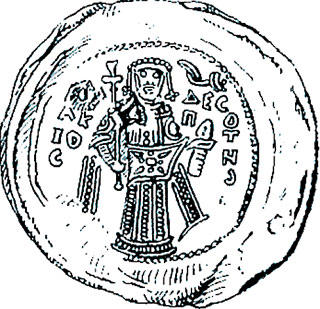
Sigiliul lui Isaac al II-lea Angelos, găsit la Isaccea

Numele actual își are originea probabil de la o căpetenie locală numită Saccea și menționată de cronicarul bizantin Anna Comnena în Alexiada. Istoricul tulcean, prof. Nicolae Rădulescu susține originea toponimicului Isaccea simplu: s-a format conform regulilor fonetice turcești, adaugând în față vocala "I". Alte exemple: Ibrail, Ismail, Izmir etc.
Există opinii conform cărora numele de Isaccea provine de la alăturarea cuvintelor turcești "Isac" (nume propriu) și "cea" (sat), după numele unui conducător local care ar fi avut un rol important în dezvoltarea localității.
O altă opinie este legată de descoperirea la Isaccea a unui sigiliu al lui Isaac al II-lea Angelos care a controlat cetatea Noviodunum.. Sigiliul, un plumb cu diametrul de 4,5 cm, îl reprezenta pe Iisus tronand, iar pe cealaltă față, în picioare, în costum imperial și ținând crucea în mâna dreaptă, pe împăratul bizantin Isaac al II-lea Anghelos, care a domnit în anii 1185 și 1195. Isaac a fost ultimul împărat roman care a controlat Dobrogea. Asemănarea Isaac-Isaccea este izbitoare și este o ipoteză a etimologiei toponimului.
De asemenea, în 1321, geograful și istoricul arab Abul Feda menționează în scrierile sale orașul Isakgi și dă unele informații despre Dobrogea.

## Descrierea stemei
Stema orașului Isaccea se compune dintr-un scut triunghiular cu marginile rotunjite. În câmp albastru se află o cetate de argint cu un turn, creneluri, poartă de intrare și ferestre, așezată pe o terasă verde, ieșind din valurile de argint. Terasa verde este tăiată de un brâu crenelat de aur. Scutul este trimbrat de o coroană murală de argint cu 3 turnuri crenelate.
Semnificațiile elementelor însumate: 
Terasa face referire la relieful zonei, fiind aflată în podișul Dobrogei. Valurile simbolizează că localitatea a fost în Antichitate port la fluviul Dunărea. Cetatea este simbolul continuității acestei așezări ca punct strategic fortificat încă din epoca bizantină.
Coroana murală cu 3 turnuri crenelate semnifică faptul că localitatea are rangul de oraș.

## Demografie
Componența etnică a orașului Isaccea
     Români (81,99%)
     Romi (3,95%)
     Turci (1,81%)
     Alte etnii (0,11%)
     Necunoscută (12,14%)
Componența confesională a orașului Isaccea
     Ortodocși (79,56%)
     Musulmani (6,74%)
     Alte religii (0,88%)
     Necunoscută (12,82%)
Conform recensământului efectuat în 2021, populația orașului Isaccea se ridică la 4.408 locuitori, în scădere față de recensământul anterior din 2011, când fuseseră înregistrați 5.026 de locuitori. Majoritatea locuitorilor sunt români (81,99%), cu minorități de romi (3,95%) și turci (1,81%), iar pentru 12,14% nu se cunoaște apartenența etnică. Din punct de vedere confesional, majoritatea locuitorilor sunt ortodocși (79,56%), cu o minoritate de musulmani (6,74%), iar pentru 12,82% nu se cunoaște apartenența confesională.
|  | Graficele sunt indisponibile din cauza unor probleme tehnice. Mai multe informații se găsesc la Phabricator și la wiki-ul MediaWiki. |

Date: Recensăminte sau birourile de statistică - grafică realizată de Wikipedia

## Politică și administrație
Orașul Isaccea este administrat de un primar și un consiliu local compus din 13 consilieri. Primarul, Ștefan Neculai[*], de la Alianța pentru Unirea Românilor, este în funcție din 1 noiembrie 2024. Începând cu alegerile locale din 2024, consiliul local are următoarea componență pe partide politice:
|  | Partid                          | Consilieri | Componența Consiliului | Componența Consiliului | Componența Consiliului | Componența Consiliului | Componența Consiliului | Componența Consiliului |
|  | ------------------------------- | ---------- | ---------------------- | ---------------------- | ---------------------- | ---------------------- | ---------------------- | ---------------------- |
|  | Alianța pentru Unirea Românilor | 6          |                        |                        |                        |                        |                        |                        |
|  | Partidul Social Democrat        | 4          |                        |                        |                        |                        |                        |                        |
|  | Partidul Național Liberal       | 3          |                        |                        |                        |                        |                        |                        |

## Economie
În principal activitatea localnicilor se bazează pe agricultură(creșterea animalelor, cultivarea cerealelor și viței de vie, livezi cu pomi fructiferi și pescuitul). Piscicultura și pomicultura sunt în continuare cele mai prospere ramuri.
Industria este bazată, în principal, pe extracția de piatră (carieră cu puncte de lucru în Isaccea și Revărsarea) și exploatarea lemnului (cherestea și depozit pe malul Dunării). În trecut, au funcționat o fabrică de țigarete și o filatură, dar în prezent singura activitate din această ramură este o secție de producție de încălțăminte. 
La Isaccea intră în țară conducta de gaze naturale care traversează Dobrogea și funcționează un punct de lucru al societății Transgaz .Din anul 1986 functioneaza aici cea mai mare statie electrica din tara 750/400/20KV acum in exploatarea Transelectrica, un nod important al retelelor de transport de energie electrica.
Cea mai recentă investiție este realizarea parcului fotovoltaic al firmei Ra Ra Parc din Brașov cu o capacitate de 8,75 MW, ce poate asigura consumul mediu de energie a 4.000 de gospodării. 
Gehrlicher Solar a proiectat și construit parcul solar amplasat la Isaccea, proiect ce acoperă o suprafață de 14 hectare și cuprinde peste 35.000 module fotovoltaice și nouă invertoare SMA. Proiectul va genera circa 12 milioane de kWh anual.

## Cultură

### Unități de învățământ
Învățământul isăccean are o tradiție solidă, la care au contribuit dascălii ardeleni Nifon Bălăcescu și Ioan Roman, refugiați din motive politice.
Cele două școli primare (de fete și de băieți) datează din anul 1879 -1880, la care se adaugă primul gimnaziu fondat de I.G.Roman. În 1893, prin noua lege a învățământului, școlile devin mixte.
În 1903 ia ființă prima grădiniță publică. Copiii de naționalitate turcă urmau cursul de religie
pe lângă geamia din localitate, unde, din spirit „conservator”, musulmanii își creaseră (și la
Isaccea) „azil confesional” în care, alături de religie, se preda și Coranul.
Închise în timpul primului război mondial, școlile își reiau activitatea în anul școlar 1917
(ianuarie-iunie). După reluarea cursurilor din 1917 populația musulmană a trebuit să intre în noul ritm de școlarizare.
În 1949, se construiește la Isaccea „școala de piatră”, la aceea vreme o bijuterie arhitectonică.
În 1959 ia ființă învățământul seral în acest oraș, iar în 1962 s-a dat în folosință prima școală medie.
După 1963 s-a construit noul local al școlii medii din Isaccea, în prezent Grupul școlar „Constantin Brătescu”.

## Obiective turistice

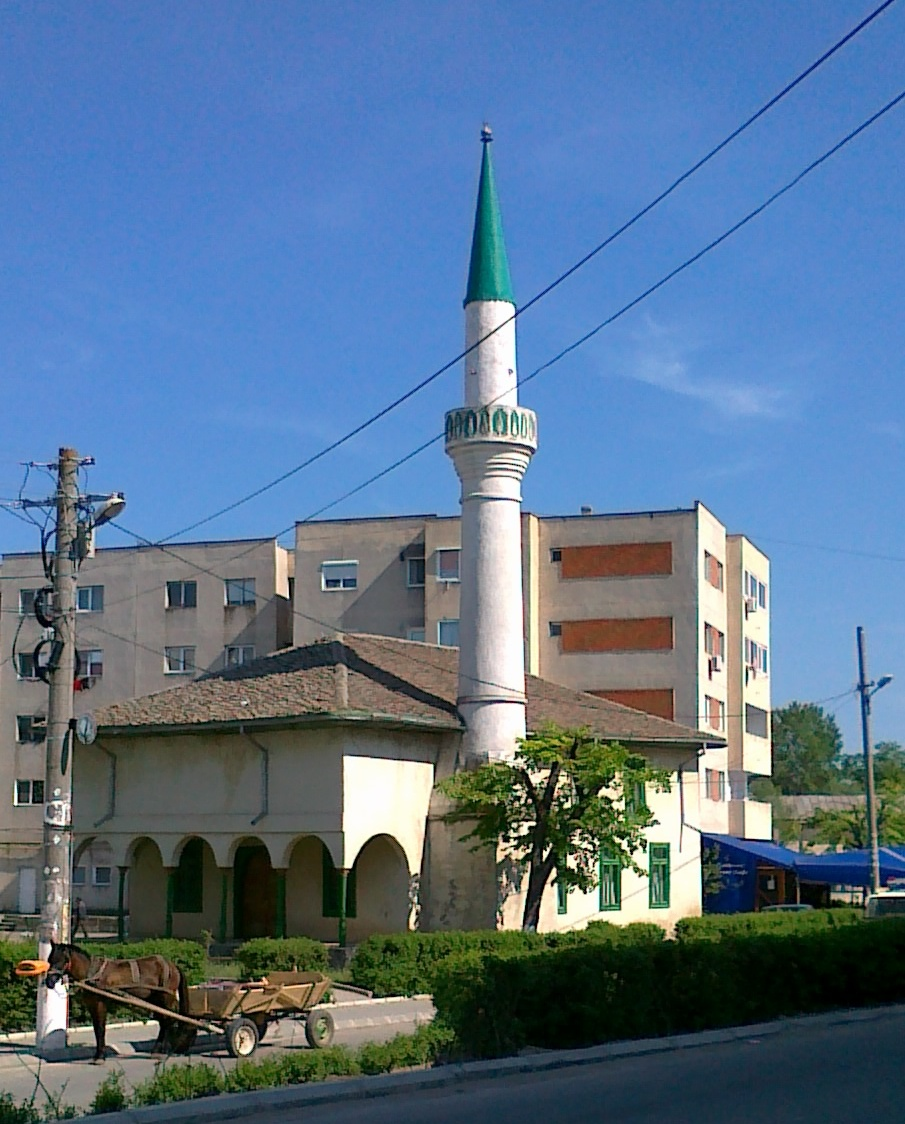
Moscheea Mahmud Yazîcî din Isaccea

- Cetatea Noviodunum, veche fortificație romană la Dunăre, este una dintre cele mai vechi cetăți din Dobrogea, actualmente acoperita aproape în întregime cu pământ. În urma cu circa 2 ani de zile s-a deschis aici un sit arheologic pentru a recupera diverse piese și a fi expuse la muzeul județean Tulcea. Cetatea a fost baza flotei fluviale romane Clasis Flavia Moesica. S-au păstrat ruinele cetății și unele resturi ale așezării civile. În acest loc, cu mult timp înainte, în cadrul expediției sale împotriva sciților din anul 514 î.Hr., după cum ne povestește Herodot, Darius a deplasat o impresionantă armată compusă din 600.000 oameni. Mai târziu, în anul 369, împăratul roman Flavius Valens și-a desfășurat aici acțiunile sale militare împotriva vizigoților conduși de Athanaric. În secolul al XIII-lea a trecut prin aceste locuri o formațiune a Hoardei de Aur, iar în 1462, în cadrul acțiunilor sale militare împotriva turcilor, a ajuns până aici Vlad Țepeș." Localizare : Isaccea. 37 km față de Tulcea și 41 km față de Galați.Moscheea Mahmud Yazîcî din Isaccea
- Moscheea Mahmud Yazîcî din centrul orașului, veche din secolul al XVI-lea.
- Mănăstirea Cocoșu - lăcaș de cult aflat la 8 km de oraș și 6 km de comuna Niculițel, datează din 1833 și a fost înființat de călugării: Visarion, Gheratie și Isaia. Mănastirea este așezată într-un loc retras, la poalele unui deal învăluit în mireasma pădurilor de tei. Odată, demult, de pe acest deal s-a auzit într-o noapte cântecul unui cocoș sălbatic însoțit de o bătaie de toacă. Călugării spun că acest cântec se mai aude și astăzi, uneori.

## Personalități
- Radu Dulgheru (1914 - 1991), demnitar comunist;
- Paul Barbăneagră (1929 - 2009), regizor;
- Ilie Plătică-Vidovici (1951 - 2019), ofițer, senator;
- George Curcă (n. 1981), fotbalist.

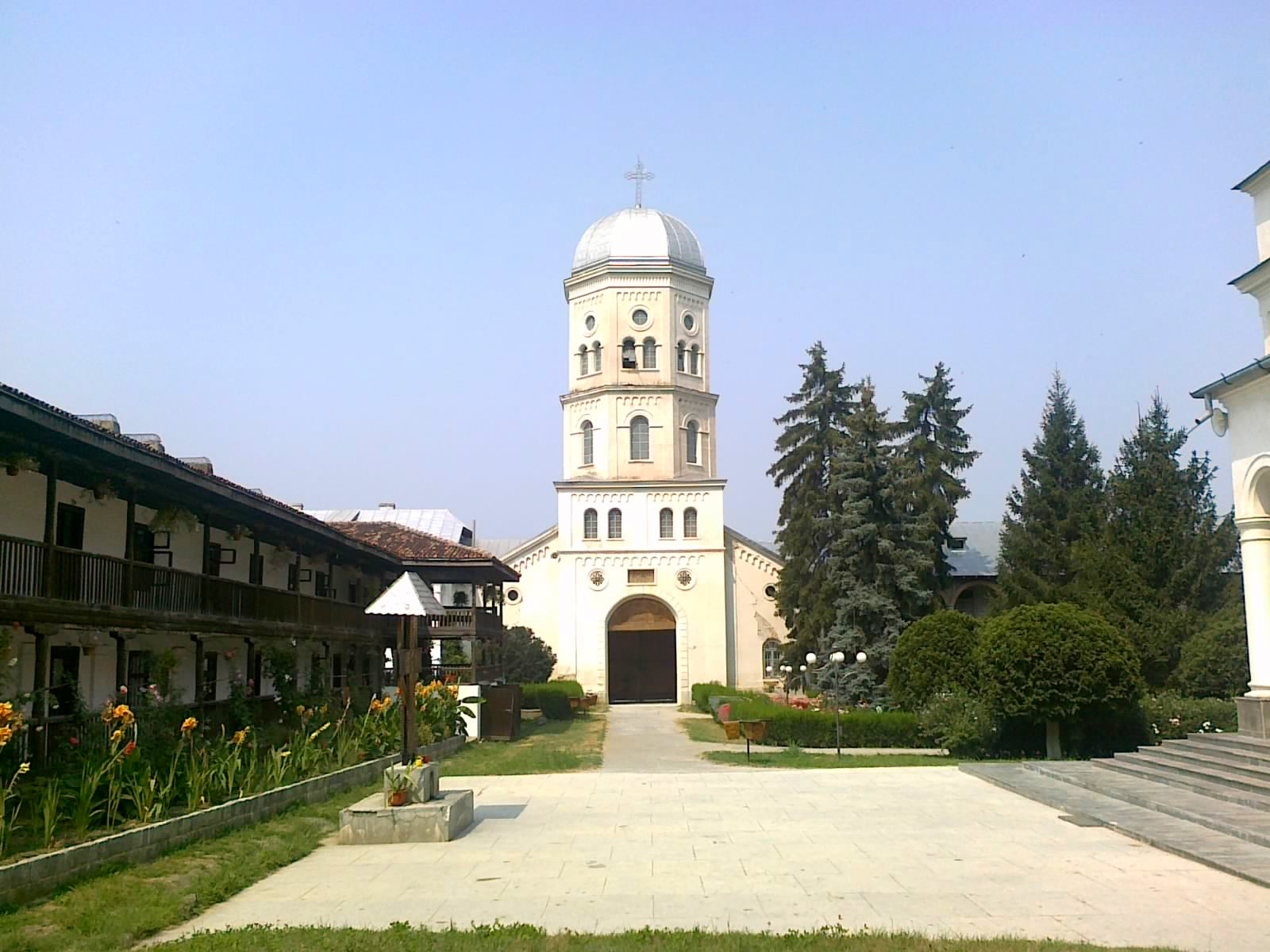
Mănăstirea Cocoș - curtea interioară

• Neacșu Nicolae “Culai” (1924-2002), violonist. 